# (2724) Orlov
(2724) Orlov (1978 RZ5; 1948 TF1; 1956 EF; 1972 LB; 1974 YQ; 1976 GO) ist ein ungefähr 21 Kilometer großer Asteroid des äußeren Hauptgürtels, der am 13. September 1978 vom russischen (damals: Sowjetunion) Astronomen Nikolai Stepanowitsch Tschernych am Krim-Observatorium (Zweigstelle Nautschnyj) auf der Halbinsel Krim (IAU-Code 095) entdeckt wurde.

## Benennung
(2724) Orlov wurde nach Sergei Wladimirowitsch Orlow (1880–1958), einem Professor an der Lomonossow-Universität Moskau und Alexander Jakowlewitsch Orlow (1880–1954), dem ersten Präsident des Hauptobservatoriums der Nationalen Akademie der Wissenschaften der Ukraine (Golosseevo Astronomical Observatory) benannt. Nach beiden wurden auch Mondkrater benannt.